# Antsalova
Antsalova est une ville et une commune urbaine de l'Ouest de Madagascar, appartenant au district d'Antsalova, appartenant à la région de Melaky, dans la province de Majunga.

## Administration
Antsalova est le chef-lieu du district éponyme.

## Démographie
La population est estimée à environ 16 000 habitants en 2001.

## Économie
Les principales cultures sont principalement le riz, le maïs et le manioc.